# Real Valladolid Club de Fútbol 2019-2020
Questa voce raccoglie le informazioni riguardanti il Real Valladolid Club de Fútbol nelle competizioni ufficiali della stagione 2019-2020.

## Maglie e sponsor
| Casa | Trasferta |

Sponsor ufficiale: Cuatro Rayas
Fornitore tecnico: Adidas

## Organico

### Rosa
Aggiornata al 17 gennaio 2020.
| N. |                      | Ruolo | Calciatore        |
| -- | -------------------- | ----- | ----------------- |
| 1  | Spagna (bandiera)    | P     | Jordi Masip       |
| 2  | Spagna (bandiera)    | D     | Pedro Porro       |
| 4  | Spagna (bandiera)    | D     | Kiko Olivas       |
| 5  | Spagna (bandiera)    | D     | Javi Sánchez      |
| 6  | Spagna (bandiera)    | C     | Luismi            |
| 7  | Spagna (bandiera)    | A     | Sergi Guardiola   |
| 9  | Turchia (bandiera)   | A     | Enes Ünal         |
| 10 | Argentina (bandiera) | C     | Óscar Plano       |
| 11 | Spagna (bandiera)    | C     | Pablo Hervías     |
| 13 | Ucraina (bandiera)   | P     | Andrij Lunin      |
| 14 | Spagna (bandiera)    | C     | Rubén Alcaraz     |
| 15 | Spagna (bandiera)    | C     | Álvaro Aguado     |
| 16 | Spagna (bandiera)    | C     | Fede San Emeterio |
| 17 | Spagna (bandiera)    | D     | Javi Moyano       |
| 18 | Spagna (bandiera)    | D     | Antoñito          |

| N. |                       | Ruolo | Calciatore          |
| -- | --------------------- | ----- | ------------------- |
| 19 | Spagna (bandiera)     | C     | Toni Villa          |
| 20 | Spagna (bandiera)     | A     | Sandro Ramírez      |
| 21 | Spagna (bandiera)     | C     | Míchel              |
| 22 | Spagna (bandiera)     | D     | Nacho Martínez      |
| 23 | Spagna (bandiera)     | A     | Waldo Rubio         |
| 24 | Spagna (bandiera)     | D     | Joaquín Fernández   |
| 27 | Ghana (bandiera)      | D     | Mohammed Salisu     |
| 28 | Spagna (bandiera)     | C     | Kike Pérez          |
| 29 | Spagna (bandiera)     | A     | Miguel de la Fuente |
| 31 | Ecuador (bandiera)    | A     | Stiven Plaza        |
| 33 | Mauritania (bandiera) | C     | Hacen               |
| 34 | Spagna (bandiera)     | D     | Roberto Corral      |
|    | Spagna (bandiera)     | D     | Raúl García         |
|    | Francia (bandiera)    | C     | Hatem Ben Arfa      |